# Sácama
Sácama is een gemeente in het Colombiaanse departement Casanare. De gemeente, gelegen in de Cordillera Oriental, telt 1638 inwoners (2005). Sácama bevat zoutreserves die nog niet geëxploiteerd zijn.

## Geboren in Sácama
- Iván Darío Bothia (1990-2024), wielrenner

Aguazul · Chameza · Hato Corozal · La Salina · Maní · Monterrey · Nunchía · Orocué · Paz de Ariporo · Pore · Recetor · Sabanalarga · Sácama · San Luis de Palenque · Támara · Tauramena · Trinidad · Villanueva · Yopal